# 西金乌兰湖
西金乌兰湖，蒙古语意为“红教之湖”，藏语称强错，是一个位于中国青海省治多县的湖泊，位于可可西里自然保护区的可可西里山与乌兰乌拉山之间，属第三纪陆相断陷湖，面积615平方公里，平均深度5.4米，湖水主要靠东岗扎日、岗盖日的冰雪融水及季节性降水补给，东有倒淌河，东北有洪水河，西北有还东河，西南有陷车河，集水面积5752平方公里，湖水化学类型为硫酸镁亚型，湖底有石盐、石膏、芒硝、无水芒硝等沉积，湖区植被以紫花针茅草原为主，野生动物主要有野牦牛、藏羚羊、野驴、黄羊、盘羊和赤麻鸭等。